# Pikkukari (ö i Norra Österbotten, Koillismaa, lat 65,91, long 29,31)
Pikkukari är en ö i Finland. Den ligger i sjön Kuusamojärvi och i kommunen Kuusamo i den ekonomiska regionen  Koillismaa ekonomiska region  och landskapet Norra Österbotten, i den nordöstra delen av landet, 700 km norr om huvudstaden Helsingfors. Öns area är 0,2 hektar och dess största längd är 60 meter i sydöst-nordvästlig riktning.